# Aciculites pulchra
Aciculites pulchra är en svampdjursart som beskrevs av Arthur Dendy 1924. Aciculites pulchra ingår i släktet Aciculites och familjen Scleritodermidae.
Artens utbredningsområde är havet kring Nya Zeeland. Inga underarter finns listade i Catalogue of Life.